# Gelotofilia
Gelotofilia descreve a alegria de ser ridicularizada. Gelotófilos são pessoas que buscam e estabelecem ativamente situações nas quais outros podem rir deles. Eles ganham alegria com essas situações. Eles não se sentem constrangidos ao compartilhar coisas embaraçosas que aconteceram com eles por fazer os outros rirem deles. Os gelotófilos falam francamente sobre infortúnios e infortúnios, mas também sobre situações em que agiram estupidamente ou produziram algo involuntariamente engraçado. Normalmente, eles não se importariam se fossem capturados pela câmera enquanto algo engraçado (ainda potencialmente embaraçoso) acontecesse com eles e isso fosse enviado a um programa de TV que mostrasse esses clipes ou se fosse carregado em sites como o YouTube ou similares.
O estudo empírico da gelotofilia começou em 2009, quando foi publicado o primeiro artigo acadêmico sobre esse assunto. Juntamente com a gelotofobia e o catagelasticismo, ele pode ser medido através de um questionário que consiste em 45 perguntas (o PhoPhiKat-45; o PhoPhiKat-45; o PhoPhiKat-30 é uma forma curta que consiste em 30 itens). Este é um instrumento confiável e válido que tem sido usado em uma variedade de estudos.
Gelotofobia, gelotofilia e catagelasticismo descrevem três posições diferentes para rir e rir. Estudos empíricos com o PhoPhiKat-45 mostram que, é claro, as pessoas não podem ao mesmo tempo temer e gostar de ser ridicularizadas (ou seja, ser gelotófobos e gelotófilos ao mesmo tempo). No entanto, há pelo menos um subgrupo de gelotófobos que gosta de rir de outras pessoas, apesar de saber o quanto isso pode ser prejudicial. Finalmente, a gelotofilia e o catagelasticismo estão positivamente relacionados; ou seja, aqueles que gostam de rir também podem rir de outras pessoas.